# Jean-Christophe Napoléon Bonaparte

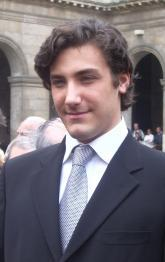
Bonaparte in mei 2006

Jean-Christophe Napoléon Bonaparte (Saint-Raphaël (Var), 11 juli 1986) is een lid van het keizerlijke Franse huis en door zijn grootvader aangewezen als hoofd van het huis Bonaparte.

## Familie
Jean-Christophe prins Napoléon is een zoon van Charles Bonaparte (1950) en diens eerste vrouw prinses Béatrice van Bourbon-Sicilië. Bij testament uit 1996 is hij door zijn grootvader, Lodewijk Jérôme Victor Emanuel Leopold Marie Napoleon (1914-1997), aangewezen om hem op te volgen als hoofd van het huis Bonaparte, aangezien de laatste de scheiding en de politieke opvattingen van zijn zoon Charles afkeurde. Charles vecht, sinds het bekend worden van dit testament in 1997, dit testament en zijn miskenning als familiehoofd aan. Door de zogenaamde bonapartisten wordt Jean-Christophe niettemin als hoofd van het huis en dus als keizerlijk troonpretendent beschouwd (of wel: keizer Napoléon VII).

## Loopbaan
Jean-Christophe behaalde een diploma aan de École des hautes études commerciales de Paris. Hij oefende bankiersfuncties uit in New York en Londen. Sinds het behalen van een MBA aan de Harvard Business School in 2015 werkt hij als vennoot bij een private equityfonds, Blackstone, in Londen. Hij is zelden in Frankrijk, maar woont jaarlijks wel op 5 mei, de sterfdag van Napoleon I, de Napoleonherdenking in Parijs bij.

## Privé
Prins Jean Christophe trouwde in oktober 2019 met Olympia gravin von und zu Arco-Zinneberg, een achterkleindochter van keizer Karel I van Oostenrijk via haar moeder, aartshertogin Maria Beatrice van Oostenrijk-Este. Via haar vader stamt Olympia af van de laatste Koning van Beieren, Ludwig III. 

## Titulatuur
- 11 juli 1986 - 3 mei 1997: Son Altesse impériale le prince Jean-Christophe Napoléon.
- 3 mei 1997 - heden : Son Altesse impériale « le prince Napoléon ».